# Trio à cordes de Roussel
Pour les articles homonymes, voir Trio à cordes (homonymie).
Le Trio à cordes op. 58 est une œuvre composée par Albert Roussel en 1937, année de la mort du musicien.

## Présentation
Le Trio à cordes, pour violon, alto et violoncelle, est la troisième page de musique de chambre d'Albert Roussel dédiée à une formation en trio, après son Trio avec piano, op. 2, et le Trio pour flûte, alto et violoncelle, op. 40. C'est la dernière œuvre que le compositeur ait achevée, quelques semaines avant sa mort.
Le trio est composé de juin au 10 juillet 1937 à Varengeville.
La partition, publiée par Durand en 1937, est dédiée au Trio Pasquier, qui crée l'œuvre le 5 avril 1938 à l'École normale de musique de Paris.

## Structure et analyse
L'œuvre, en la mineur, comprend trois mouvements, :
- Allegro moderato ( = 96), à 
, mouvement à l'« âpre et audacieux contrepoint[4] », de forme sonate « très concise, qui [...] inverse l'ordre des thèmes dans la réexposition[1] » ;
- Adagio ( = 48), à 
, mouvement qui « atteste d'une maîtrise souverainement contrôlée du maniement des couleurs et de la gradation de l'intensité émotionnelle[5] » pour Damien Top, « point culminant de la musique de chambre de Roussel[1] » dans lequel Harry Halbreich relève « la hauteur d'inspiration, la gravité concentrée [...], l'émotion intense, la sérénité durement conquise, établissant tout à la fin la certitude du fa majeur que tant de chromatismes douloureux, d'appogiatures et de retards ne permettaient pas de distinguer clairement auparavant[1] » ;
- Allegro con spirito ( = 132), à 
, un « bref et joyeux scherzo [...], avec son thème de refrain mémorable d'une franchise toute populaire[1] », pétillant mouvement de « gigue en forme de rondo, qui rompt avec l'austère réflexion menée jusqu'ici et rebondit dans une radieuse exubérance[5] ».

Le morceau porte le numéro d'opus 58 et, dans le catalogue des œuvres du compositeur établi par la musicologue Nicole Labelle, le numéro L 73.
La durée moyenne d'exécution du Trio à cordes est de quatorze minutes environ.

## Discographie
- Albert Roussel Edition, CD 2, Trio à cordes de Paris, Erato 0190295489168, 2019[8].
- Albert Roussel Complete Chamber Music (3 CD), par des membres du Schönberg Quartet, CD 3, Brilliant Classics 8413, 2006.